# Beskonačni hodnik
Beskonačni hodnik je jedan od prvih srpskih horor filmova, rađen u formi „found footage/pronađeni snimak“. Snimljen je za svega četiri dana u Vršcu.
Film je premijerno prikazan 18. oktobra 2013. na osmom Festivalu srpskog filma fantastike, održanom u Domu omladine u Beogradu, gde je osvojio nagradu "Piramida" za najbolji film na zadatu temu - "found footage".

## Radnja filma
Tokom jedne avgustovske večeri 2013. godine, grupa mladih ljudi kreće na breg kako bi posmatrala kišu meteora. Jedan od momaka, Kosta, depresivan zbog raskida dugogodišnje veze, zakazuje susret sa dilerom kraj napuštene vile koja krije stravičnu tajnu. Umesto dobrog provoda, izgubljena generacija ostaje u hodnicima vile gde su osuđeni na okajanje tuđih grehova tumarajući kroz beskonačni hodnik pakla.

## Nastavak
Nakon nagrade "Šumski Patuljak", na 4. reviji nezavisnog filma u "Srpskom Holivudu", najavljen je nastavak pod nazivom Beskonačni hodnik: Poglavlje drugo. Scenario i ovaj put potpisuju Boris Tokarev i Bojan Stefanović.